# Olympique Marrakech
Maillots
Actualités
L'Olympique Marrakech (en arabe : نادي أولمبيك مراكش) est un club marocain de football fondé en 2001 et basé dans la ville de Marrakech.
Auparavant nommé le Chez Ali Club de Marrakech, l'équipe évolue actuellement en Amateurs I (troisième division).

## Histoire
Fondé en 2001 par le promoteur touristique Karim Benfallah, propriétaire du célèbre restaurant Chez Ali à Marrakech, le Chez Ali Club de Marrakech est un club de football marocain évoluant en Championnat du Maroc de football de la ligue amateur groupe sud.
Le club était sur le point de monter en GNF 2 après avoir remporté le match barrage l'ayant opposé au club du TAS de Casablanca, avant que le match en question ne soit rejoué une deuxième fois, après les réserves émises par le TAS concernant le remplacement du gardien de Chez Ali après le temps réglementaire des prolongations et juste avant le début des tirs au but ayant donné la victoire au club de Marrakech lors du 1er match.
La deuxième rencontre s'est jouée à El Jadida et a été remportée par le TAS sur le score de 1-0.

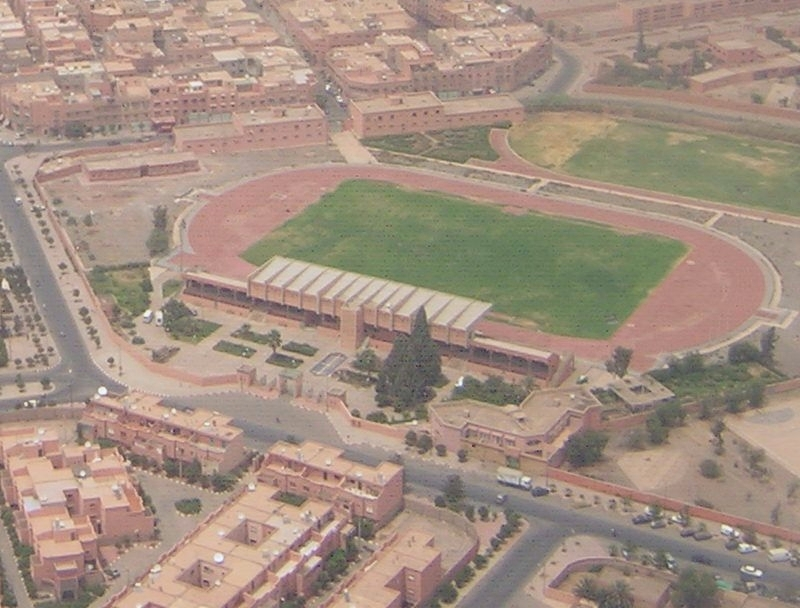
Stade Sidi Youssef Ben Ali

Chez Ali Club est revenu à la charge la saison suivante, et a confirmé le 7 juin 2008 son ascension au GNF 2 grâce à un match nul (1-1) au Stade El Harti face à l'Union Aït Melloul, terminant ainsi premier de son groupe Sud.
À partir de la saison 2008/2009, le club évolue sous le nom de Olympique Marrakech.
Le club contient aussi une équipe féminine avec pour entraineuse Nadya Jlaidi, qui s'occupe de l'entrainement de cette équipe nouvellement créée, et qui participera à son tour au championnat du Maroc des clubs féminins. 